# 5 Years in a LIVEtime
5 Years in a LIVEtime è il secondo album video del gruppo musicale statunitense Dream Theater, pubblicato il 27 ottobre 1998 dalla East West Records.

## Descrizione
Contiene svariati filmati tratti dal periodo compreso tra il 1994 e il 1998, tra cui porzioni di concerti tratti dai tour promozionali degli album Awake e Falling into Infinity, le sessioni di registrazione dei due album in studio e i videoclip ufficiali usciti in quel periodo: Lie, The Silent Man e Hollow Years.
Le versioni dal vivo di 6:00 e Voices, parte di un concerto registrato e trasmesso sul canale satellitare giapponese WOWOW, come il resto del concerto non erano mai state pubblicate dopo detta messa in onda. Tuttavia in Voices sono stati eliminati parte dell'introduzione e un bridge per questioni di minutaggio. Nel concerto stesso Mike Portnoy aveva il limite tassativo di non andare oltre i 120 minuti totali: come sostiene il batterista, decise di tagliare quella parte di canzone a causa della pessima esecuzione vocale di James LaBrie. Questo concerto inoltre è uno dei primi in cui figura Derek Sherinian alla tastiera, nonché l'unico in cui è possibile vedere l'esecuzione di The Silent Man con lo stesso arrangiamento della versione in studio, con John Myung alla seconda chitarra e Mike Portnoy alle percussioni.
Nel 2004 è stata pubblicata una riedizione in DVD venduta in coppia con il video Images and Words: Live in Tokyo, uscito originariamente in VHS nel 1993. In questa versione è presente anche una traccia audio con il commento dei membri del gruppo. Tale versione è stata in seguito certificata disco di platino dalla RIAA.

## Tracce
1. Intro – 1:11
2. Burning My Soul (Live) – 5:17
3. Cover My Eyes (Live) – 4:32
4. The Making of Awake – 2:58
5. Lie (Video) – 4:40
6. 6:00 (Live) – 5:23
7. Voices (Live) – 8:18
8. The Silent Man (Video) – 3:43
9. Damage, Inc. (Live) – 4:23 – originariamente interpretata dai Metallica
10. Easter (Live) – 4:45 – originariamente interpretata dai Marillion
11. Starship Trooper (Live) – 3:44
12. The Making of Falling into Infinity – 2:02
13. Hollow Years (Video) – 4:32
14. Puppies on Acid/Just Let Me Breathe (Live) – 7:11
15. Perfect Strangers – 1:14 – originariamente interpretata dai Deep Purple
16. Speak to Me (Live) – 6:18
17. Lifting Shadows Off a Dream (Live) – 7:01
18. Anna Lee (Live) – 5:39
19. To Live Forever (Live) – 7:12
20. On the Road '98 – 2:57
21. Metropolis Pt. 1 (Live) – 8:46
22. Peruvian Skies (Live) – 8:54
23. Learning to Live/A Change of Seasons Pt. VII (Live) – 8:35

## Formazione
- James LaBrie – voce
- John Petrucci – chitarra, voce
- John Myung – basso
- Derek Sherinian – tastiera
- Mike Portnoy – batteria, voce